# Michele Paleologo

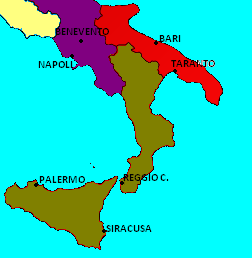
Le conquiste di Manuele I di Bisanzio in rosso, le conquiste del Papa in viola, e il Regno normanno in verde (1156)

Michele Paleologo in greco: Μιχαήλ Παλαιολόγος (Impero bizantino, inizio XII secolo – Bari, gennaio 1156) è stato generalissimo dell'esercito bizantino occidentale nel XII secolo.

## Biografia
Della nobile stirpe dei Paleologi, la sua fama si deve alla spedizione da lui condotta in Italia per la riconquista dei territori bizantini strappati dai Normanni il secolo precedente. Manuele I Comneno affidò nel 1155 a Michele e a Giovanni Ducas la spedizione in Italia. Il loro compito era mettersi in contatto con i baroni pugliesi e, se Federico Barbarossa era ancora in Italia, di cercare di incontrarlo e chiedergli se avrebbe voluto aiutare l'Impero bizantino a sconfiggere il Regno di Sicilia. Appena Michele e Giovanni arrivarono in Italia vennero a sapere che Federico si trovava ad Ancona ed era pronto a riceverli.
L'imperatore germanico era disposto a schierarsi coi bizantini, ma i suoi baroni si rifiutavano di continuare la campagna in Italia, perché il sole faceva male alla pelle dei loro soldati, c'erano troppi insetti che creavano mille fastidi, e erano insorte varie malattie nell'esercito. Federico con vero rammarico si vide costretto a dire di no a Michele e a Giovanni, i quali provvidero ad avvisare Manuele della decisione dell'imperatore.
Manuele Comneno colse l'occasione per incaricare Michele di organizzare autonomamente la rivolta contro gli Altavilla, la quale in breve si allargò a tutto il sud Italia. Verso la fine dell'estate del 1155 Michele incontrò a Vieste il conte Roberto di Loritello, che era a capo della rivolta. I due si accordarono rapidamente sul fatto che i nobili che si erano rivoltati agli Altavilla avrebbero goduto di rispetto e fama a Costantinopoli, e il Regno di Sicilia sarebbe tornato a far parte dell'Impero bizantino. L'obiettivo era far risorgere il thema di Langobardia.
Dopo questo Michele e Giovanni con il loro esercito, si unirono agli eserciti dei baroni pugliesi, e insieme furono pronti ad attaccare. La prima città da conquistare fu Bari la quale si arrese praticamente subito, perché abitata da una maggioranza di greci che non sopportavano di essere governati da Palermo. Bari fu così liberata, con gran gioia di Manuele. 
Presso Andria l'esercito rimasto fedele a Guglielmo d'Altavilla fu decimato nei pressi della città  e i cittadini aprirono le porte ai bizantini. 
Papa Adriano IV seguiva soddisfatto il procedere dei bizantini nel Regno di Sicilia. Il Papa preferiva assai più come confinanti i bizantini piuttosto che gli Altavilla. Suo intento era estendere i possedimenti pontifici e per fare ciò ritenne che fosse giunto il momento che anche lui si alleasse coi bizantini. Le trattative furono avviate verso la fine dell'estate del 1155.
Il 29 settembre 1155, il Papa si mise in marcia col suo esercito. Questo fu un momento storico, perché dopo solo un secolo dallo scisma d'Oriente un imperatore bizantino aveva formato una lega con il Papa. I vassalli pugliesi promisero fedeltà all'imperatore di Bisanzio con gioia, e lo ringraziarono per gli aiuti che avevano ricevuto. In pochissimo tempo i bizantini e il Papa avevano conquistato tutta la Puglia e la Campania.
Michele conquistò altre città: Montepeloso, Gravina e Monopoli. Qui fu ferito da una freccia durante l'assedio, poi fu trasportato a Bari, ma i medici dissero che non c'era più niente da fare, e nei primi giorni di gennaio del 1156 Michele Paleologo morì, lasciando il suo posto all'amico e fedele Giovanni Ducas.